# Щитниця талабанова
Щитниця талабанова (Clypeola jonthlaspi) — вид квіткових рослин родини капустяних (Brassicaceae).

## Біоморфологічна характеристика
Це однорічна рослина 3–30 см заввишки. Стебла прості або гіллясті, волосаті. Листки 3–18 мм, запушені (з нижньої сторони значно рясніше), від вузько-зворотно-ланцетних до лопатчастих. Чашолистки 1–1.5 мм. Пелюстки жовті, 0.5–1.75 мм. Плід дуже різноманітний за розміром і шкірним покривом, від обернено-яйцюватої до еліптичної чи округлої форми, завжди крилатий, зазвичай з бородавчастими волосками.

## Поширення
Росте на півдні Європи, на півночі Африки, у західній і центральній частинах Азії. Населяє кам'янисті місця, кам'янисті схили.
В Україні росте на сухих і кам'янистих схилах — у Криму.